# ヤマハ・Gシリーズ
Gシリーズ（ジー・シリーズ）はヤマハのギターシンセサイザーの型番・商品名。

## 概要
ギター演奏をMIDIデータに変換するユニットであり、G10、G1Dで拾った演奏情報をG10CまたはG50でMIDIデータに変換する。G10C、G50本体には音源を内蔵せず、別途音源が必要となる。

## シリーズのモデル
G10
1988年発売。フレットと弦、アームのみという近未来的な形状をしている。超音波センサーによって音程を割り出して、通常のギターとほぼ同じレスポンスを得られるようにしている。ギターの形をしているが、専用コンバータG10Cでないと信号変換不可能。弦がスチール第3弦×6と全ての弦が同じ太さとなっている。
G10C
1988年発売。G10専用のコンバータ。TX802、TX81Z用のパフォーマンス・データを登録可能。4つのベロシティカーブから選択可能。
G1D
1996年発売。G10と異なり、通常のエレキギターやアコースティックギターに取り付けるピックアップユニット。6弦を独立したチャンネルとして、G50に送信可能。ベースギター用のB1Dという製品もある。手元でプログラムチェンジ可能なUP／DOWNスイッチ、外部音源の音量を調節できるボリュームノブを装備している。
G50
1996年発売。1Uフルラックサイズ。G1Dと付属の専用ケーブルで接続し、G1Dから送られてきた演奏情報をMIDIデータに変換する。6本の弦を2分割または、弦を高い方、低い方で別の音色で弾けるスプリットプレイに対応し、またG1Dなしで直接エレキギターと接続し、単音のMIDIデータ変換も可能としている。ギターのチューニング機能も持っている。VL70-mまたはFS1R、MUシリーズを推奨音源とされている。